# Stand (álbum)
Stand es el álbum debut de Breaking The Silence ahora conocido como The Letter Black. El álbum fue lanzado el 7 de agosto de 2007 en forma independiente.

## Lista de canciones
| N.º   | Título                     | Duración |  |
| 1.    | «Under God»                | 3:40     |  |
| 2.    | «Stand»                    | 2:35     |  |
| 3.    | «Must Die»                 | 4:03     |  |
| 4.    | «Out of Reach»             | 2:58     |  |
| 5.    | «You Are More»             | 4:00     |  |
| 6.    | «Overdose»                 | 3:31     |  |
| 7.    | «Break»                    | 2:24     |  |
| 8.    | «Tonight»                  | 4:24     |  |
| 9.    | «Different Face»           | 4:04     |  |
| 10.   | «Until Death»              | 3:39     |  |
| 11.   | «Stand (Versión de radio)» | 2:36     |  |
| 35:94 |                            |          |  |

## Personal
- Sarah Anthony – voz
- Mark Anthony – voz secundaria y guitarra
- Matt Beal – bajo
- Mat Slagle – batería